# یوگنی برتلس

یوگنی ادواردویچ برتلس

یِوگِنی ادواردویچ برتلس (به روسی: Евге́ний Эдуа́рдович Берте́льс) (به انگلیسی: Evgeny Edvardovich Berthels)، (دسامبر ۱۸۹۰-اکتبر ۱۹۵۷)، خاورشناس روس و از برجسته‌ترین کارشناسان ادبیات ملل آسیای مرکزی و صاحب پژوهشهای فراوان در ادب و تصوف ایرانی و تاریخ فرهنگ و ادبیات آسیای مرکزی بود.
وی تباری دانمارکی داشت و در سن پترزبورگ زاده شد. با آنکه در آغاز تحصیلات خویش را در حقوق و موسیقی انجام داد اما شوق او بیشتر متوجه زبان و ادبیات فارسی و ترکی بود. در ۱۲۹۷ ش / ۱۹۱۸ م دانشجوی کنسروراتوآر و بخش خاورشناسی دانشگاه دولتی پتروگراد شد. استادان او رماسکویچ، فریمان، بارتولد و اولنبرگ بودند.
برتلس پس از آنکه تحصیلات خود را در بخش زبانهای شرقی آن دانشگاه به پایان رساند، در موزه آسیایی آکادمی علوم شوروی به کار پرداخت و تا پایان عمر، به مدت ۳۷ سال، در همین موزه به تحقیق و تتبع پرداخت. او ضمن پژوهش در این مرکز، به معلمی زبان و ادب فارسی در «موسسه زبانهای زنده» منصوب گردید و در ۱۳۰۷ ش۱۹۲۸/ م به توصیه بارتولد به عنوان استاد زبان و ادبیات فارسی در دانشگاه دولتی پتروگراد برگزیده شد.
برتلس در ۱۳۱۱ش/ ۱۹۳۲ م، به جز مسئولیتهای پیشین، ریاست بخش زبان‌شناسی شعبه تاجیکی آکادمی علوم شوروی را نیز برعهده گرفت. بعدها به ترتیب عضووابسته آکادمی علوم شوروی، فرهنگستان ایران، و مجمع عربی دمشق گردید.
وی بیش از دو دهه یکی از استادان مسلم خاورشناسی و راهنمای دو سه نسل از شرق شناسان اتحاد جماهیر شوروی، و نویسنده مقالاتی بسیار در دائرةالمعارف اسلام و نیزنشریه‌های وزین دوران خود گردید. حاصل سال‌ها مطالعه و پژوهش این محقق ۲۹۵ تألیف بود.
او در سال ۱۹۵۷ در مسکو درگذشت.

## آثار
- ترجمه و نشر گزیده‌ای از داستانهای گلستان سعدی
- ترجمه قطعاتی از هفت پیکر نظامی
- نشر دو غزل از باباکوهی شیرازی
- مقاله‌ای با عنوان دربارهِ تفسیری بر غزل عطار
- تئاتر ایرانی
- چاپ انتقادی خمسه نظامی
- چاپ انتقادی شاهنامه فردوسی (این کار به پایان نرسید و دو مجلد نخستین این اثر نیز پس از درگذشت او انتشار یافت. شاهنامه ۹ جلدی مورد پژوهش او پس از سال‌ها بعد زیرنظر عبدالحسین نوشین تکمیل ومنتشر شد. این چاپ انتقادی پس از سال‌ها، هنوز شاید از معتبرترین چاپهای شاهنامه فردوسی به‌شمار می‌آید.)
- متن انتقادی اسکندرنامه را نیز در دو بخش شامل شرف نامه و اقبال نامه (در ۱۳۲۶ش ۱۹۴۸م)
- وی در ۱۹۲۴ م رباعیات شیخ نجم الدین کبری را با مقدمه‌ای در «مجله آکادمی علوم روسیه» منتشر ساخت که چندی بعد به کوشش ولی الله شادان به فارسی ترجمه شد و در مجله یادگار به چاپ رسید.
- نشر متن فارسی بختیارنامه
- زندگی‌نامه قاآنی
- گزارشی دربارهٔ مطالعات ایران‌شناسی و ترک‌شناسی در روسیه میان سال‌های ۱۹۱۴ ۱۹۲۰ م
- نوایی و عطار
- شرح تاریخ ادب فارسی

و دهها مقاله و کتاب دیگر مثل تصحیح یا ترجمه و نشر پاره‌ای از آثار کهن فارسی با همکاری دیگران مانند منتخبات ناصر خسرو، جامع التواریخ رشیدی.
برتلس در مقام فردوسی‌شناس برجسته، به همراه هیئت نمایندگان روسیه در جشن هزاره فردوسی که در ۱۳۱۳ ش۱۹۳۴/ م در ایران تشکیل شد، شرکت جست. مقاله‌ای که وی بدین مناسبت نوشته بود، همان سال در «نشریه فرهنگستان علوم شوروی» به چاپ رسید. سال بعد، برتلس کتابی با عنوان «فردوسی و سروده‌هایش» منتشر کرد.
وی توجه خاصی به متون عرفانی داشت و به همین سبب، به چاپ متن انتقادی یا ترجمه پاره‌ای از آثار متصوفه اقدام کرد، از این قبیل است: متن انتقادی دیوان باباکوهی، متن کامل منظومه سیرالعباد الی المعاد اثر سنایی، اشعار خواجه عبدالله انصاری، متن مختارنامه عطار، متن جام جهان نمای فخرالدین عراقی، متن لمعات همو، متن سعادت نامه شیخ محمود شبستری، متن مثنوی عصمت بخاری، متن دیوان بابافغانی، شرح الهی نامه عطار، شرح اشترنامه عطار، ترجمه منظومه عرفانی بلبل نامه عطار، ترجمه اسرار التوحید محمدبن منور، طوطی نامه ضیاء نخشبی، نورالعلوم ابوالحسن خرقانی و چاپ متن و ترجمه روسی مثنوی کوتاه دستورنامه نزاری قهستانی شاعر اوایل سده ۸ ق.
یکی از ۶ مجموعه گزیده آثار این ایران‌شناس پرکار که تا ۱۹۶۵ م، ۴ مجلد آن به چاپ رسید، مشتمل بر تحقیقات عمده وی در زمینه تصوف، معرفی نسخه‌های خطی تألیفات صوفیه و بررسی مندرجات آنها، و نیز بازنمایی مفاهیم اصطلاحات صوفیانه و شرح زندگی و آثار صوفیان تا ظهور ادبیات عرفانی است.
او به فارسی امروزی نیز توجه داشت و در مطالعات خود بدین نکته رسیده بود که برای کسب تسلط در ادبیات کهن ایران، نمی‌توان از شناخت زبان فارسی کنونی بی نیاز بود. مقالات «رمان تاریخی فارسی در سده بیستم»، «پیرامون تبدیل نگارش فارسی به لاتین» و کتاب درسی فارسی حکایت از همین اعتقاد دارد. کارهای تحقیقی برتلس در زمینه زبان و ادب ترکی، در مقایسه با تحقیقات وی دربارهٔ ادب فارسی چشمگیر نیست.